# Elmar Kunauer
Elmar Kunauer (* 18. April 1940 in Sankt Paul im Lavanttal; † 17. Dezember 2022) war ein österreichischer Sprinter.

## Karriere
Elmar Kunauer startete für den Klagenfurter Leichtathletik Club. Am 7. August 1960 stellte er im heimischen Wörthersee Stadion mit 10,4 s einen nationalen Rekord über 100 Meter im Rahmen eines Länderkampfes auf. Wenige Wochen später nahm er an den Olympischen Spielen 1960 in Rom teil, wo er über 100 und 200 Meter im Vorlauf ausschied.
1960 wurde er Österreichischer Meister über 100 Meter, 1960 und 1961 über 200 Meter.
Nach seiner Karriere war er unter anderem als Obmann und Präsident des Klagenfurter Leichtathletik Clubs tätig. Später wurde er zum Ehrenpräsidenten ernannt. Darüber hinaus war er als Vizepräsident und Kampfrichterreferent beim Kärntner Leichtathletik-Verband tätig.

## Persönliche Bestzeiten
- 100 m: 10,4 s, 7. August 1960, Klagenfurt (ehemaliger nationaler Rekord)
- 200 m: 21,4 s, 24. Juli 1960, Zürich